# シベリアン・ハスキー
シベリアン・ハスキー（Siberian Husky ）は、犬種の一つ。ロシアのシベリア地方を主産地とする。外観からアラスカン・マラミュートと混同されるが、多くの面で異なる特徴を有する。

## 犬種の歴史・概要
シベリアからカナダ北極圏にかけてのツンドラ地帯を原産地とする、社会性に富んだ性格の大型犬種。進化系統上の祖先はスピッツのそれと同系とされている。
極東北極圏を中心にトナカイ遊牧や狩猟による生活を営むチュクチ族（俗に「エスキモー」と総称される民族の一つ）によって、犬ぞりなどの牽引による人荷の運搬・狩猟補助などを行う用務犬として古くから重用されてきた。
シベリア地帯やアラスカ半島を訪れた探険家や毛皮交易を行う北米商人らがチュクチ族を含めてエスキモーのことを「ハスキー」と呼称していたことから、その用務犬として用いられていた当犬種もハスキーと呼ばれるようになった。
アムンセン探検隊などの極地探検犬にも活用されたほか、北極圏地域で盛んになったドッグレースや犬ぞりレースで優秀な成績を挙げる犬種としても知られる。
また1925年、アラスカのノーム市でジフテリアが大流行した際に、ハスキー犬チームが氷点下50度にもなる酷寒の中544 kmもの距離をリレーしながら血清輸送して多くの人命を救い、その名誉犬バルト像がニューヨーク市のセントラル・パークに建立されるなどして、大いに認知されるに至った。
バランスの取れた体躯、滑らかに伸びた毛皮のイメージをもつ美しい上毛と柔らかい下毛、狼を想わせる精悍な顔貌、人間に対する融和性などから人気を呼び、1930年以降のソビエト連邦政府によるシベリア国境貿易封鎖にともなう当犬種の輸出規制にもかかわらず、単なる極寒地での用務犬にとどまることなく北アメリカ経由で改良が加えられて全世界に広まり、現在では鑑賞犬やペットとして極地系犬種の中では特に抜きん出た人気を持つ。
平均的な寿命は約13〜14年で、およそ5歳前後までが人間でいう成長期・青年期にあたるといわれている。成犬では、体高約40cm〜60cm、体重約15〜30kgほどになる。
上毛は黒青色または茶褐色であり顔部・腹部は白毛で隈取模様であることが多いが、全身単色毛の個体も存在する。目は青色・灰色・茶色がほとんどであるが、しばしばその遺伝的特性から左右の虹彩に異なる色をもつ個体が存在する。
一般的に当犬種のドッグショーにおける出陳基準としては、左右虹彩の色違いはすべての個体が容認され、毛色は顔部・腹部に白色毛が混じっている個体であれば可とされる。
精悍な顔付と屈強な体躯からくる印象とは異なり、基本的に人間に対して友好的であり適正に育成された個体は用務犬としてもペットとしても非常に適している。適度な警戒心はあるものの、他人にも友好性を示すことがあるため、番犬には向いていない。一般的には積極的に吼えることのない犬種だが、その社会性のある特性から孤立した状態に長時間置かれると、狼などと同様に仲間に呼びかけようと遠吠えする傾向がある。
日本においては、佐々木倫子作の漫画『動物のお医者さん』（雑誌「花とゆめ」連載）の大ヒットで知名度が一気に上がり、バブル景気の世相を追い風に飼育者が激増し、「ハスキー犬ブーム」として社会現象を引き起こした。しかし数年後に飼いきれなくなって動物保護センターに持ち込んだり捨てたりする飼い主が多く出た。後年のTVドラマ化の際にはハスキー犬が安易に飼育できる犬でない旨のテロップが毎週流された。

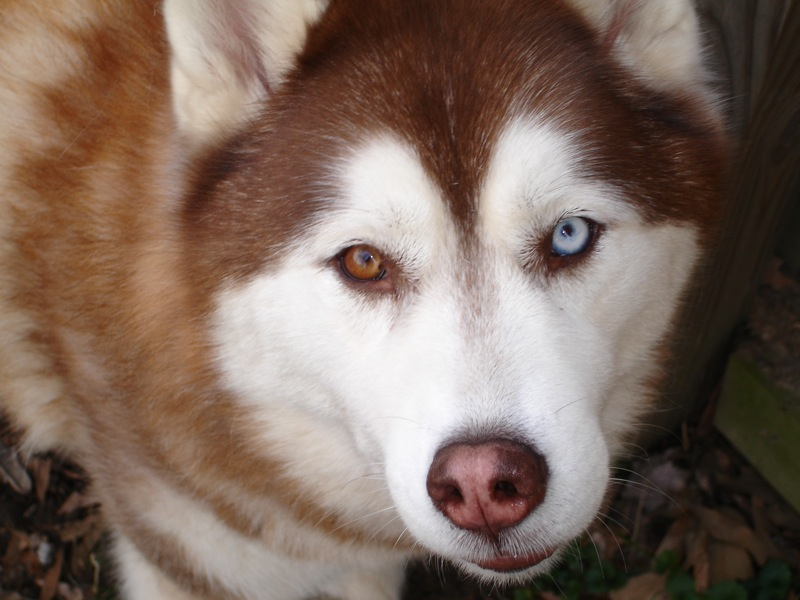
特徴的なオッド・アイ
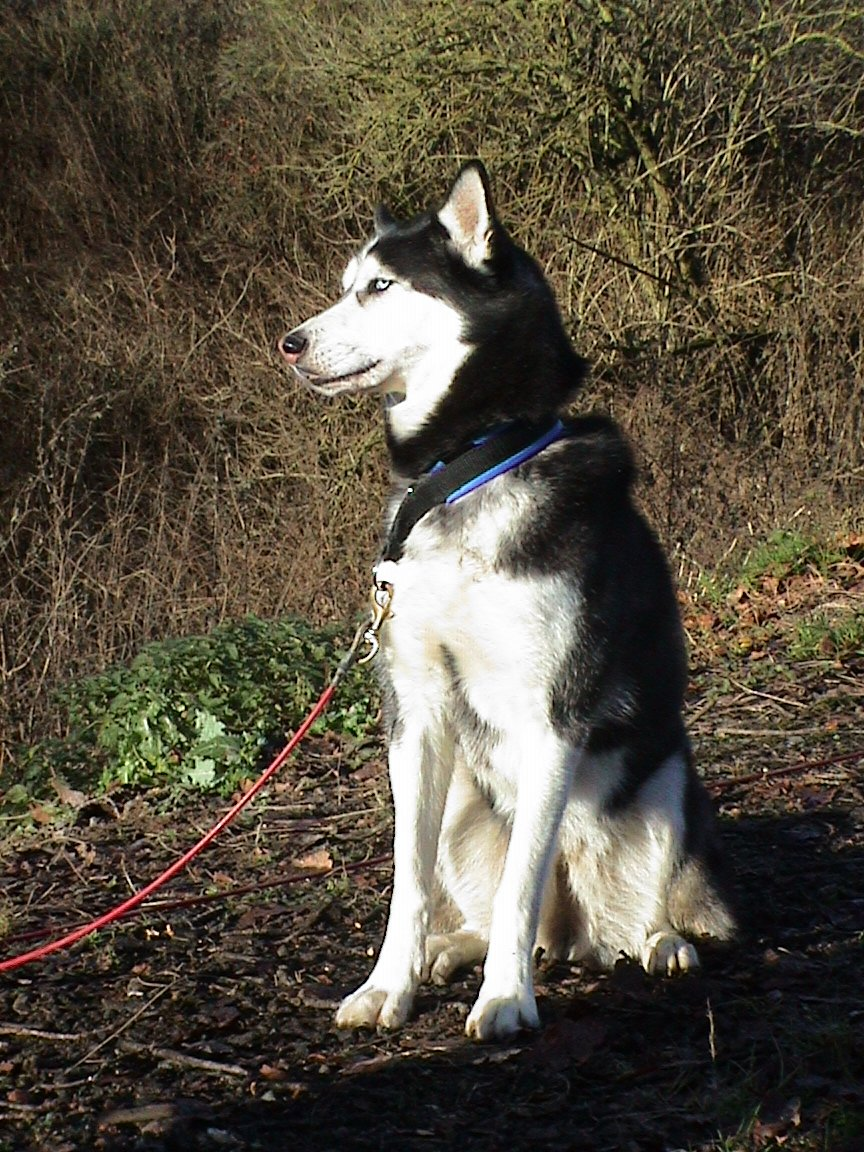
美しく均整の取れた体
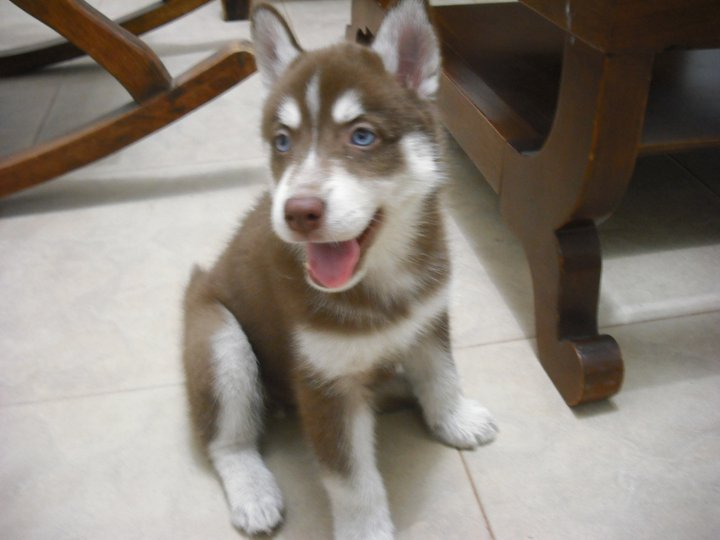
仔犬
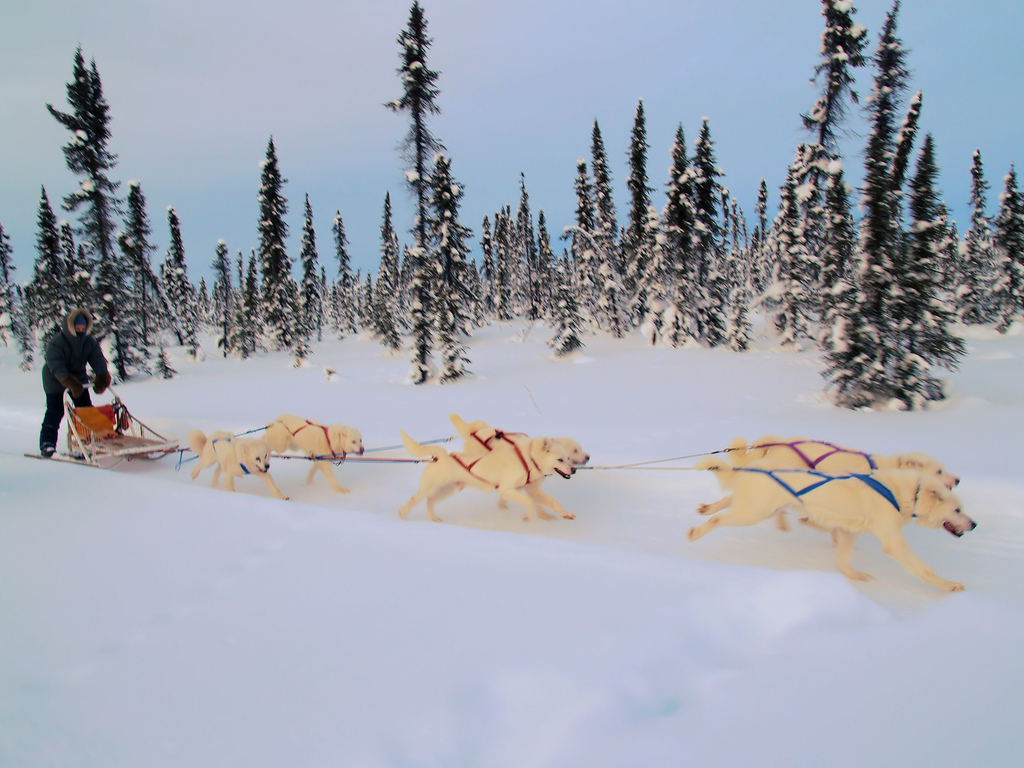
犬ぞりを引くハスキー

## 名称
日本語では「シベリアン・ハスキー」と呼ばれるが、英語名の「Siberian Husky」の読みは「サイベリアン・ハスキー」となる（猫の品種で同じ綴りのサイベリアンと同じ）。ロシア語では「シビールスキー・ハスキ」（Сибирский хаски）となる。

## 犬種の特性

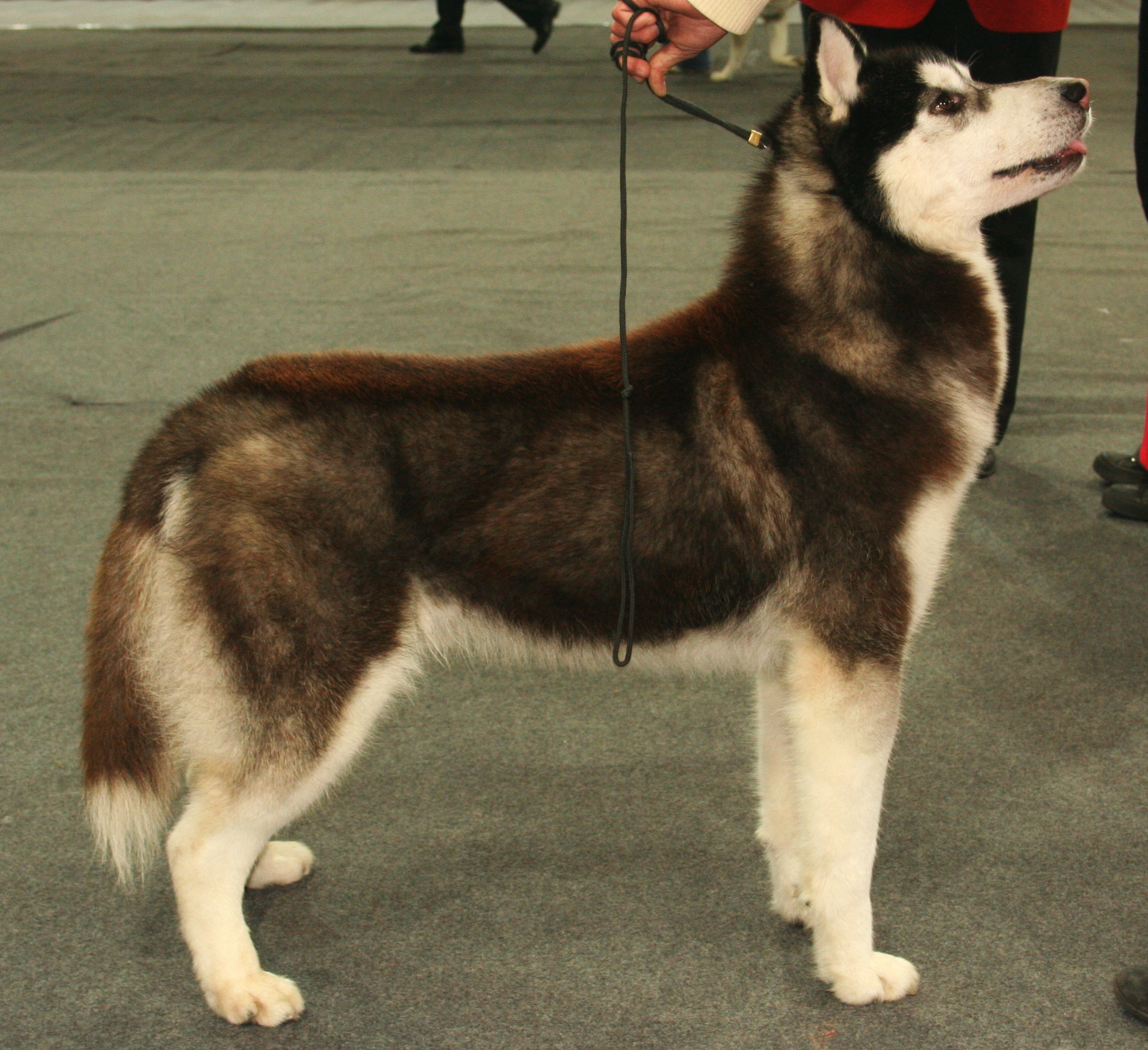
バランスの取れた体躯が特徴のシベリアン・ハスキー（全身）

- サモエドやアラスカン・マラミュート等と同様、最暖月平均気温10℃未満の極寒下でそりの牽引などに重用されてきたことからもわかるように、優れた耐寒性と長距離疾走可能な強靭な体力・持久力を持つ。
- 好奇心が非常に強く、特に成長期〜青年期はいたずら好きで力の強い犬種であるため勢いあまって什器などを壊すこともままある。
- 社会性が強く、所属集団（飼育環境下であれば飼主とその家族、他の飼育動物などをもって集団と判断する）への帰属意識・回帰性は高く、ひとたびそこが自らの所属すべき集団であると自覚すれば飼い主への忠誠、その家の児童・幼児に対する親和性はもちろん、そこで飼育される他の小動物、場合によっては爬虫類ペットに至るまで同じ所属員とみなして融和性を発揮するため、適正に育成されれば、基本的には幼児がいたり、他の小動物ペットを飼育している家庭に同居しても問題はない。
- 一方、集団指導者（飼育下であれば飼主）に対して「気にしてもらいたい・褒められたい」という被褒誉欲が強い上に、逆にしばしば頑固で独立心も強く自我表現欲が強い一面もあり、いわゆるしつけ・育成を忍耐強く行う必要がある。
- 加えて当犬種の特性上、最低でも朝夕各1時間以上の運動を欠かすことができず保護者としてその都度同伴が必要となるため、総じて飼育は容易とは言いがたいが、適正な育成とコミュニケーションがなされれば名実ともに楽しい家族の一員となる。
- また、しばしば飼い犬にもかかわらず人や他犬に対して、常に激しく唸り過剰な威嚇をしかける成犬個体が散見されるが、これは主に成長期における飼い主のメリハリのある愛情教育の不足や充分な運動機会の不足などから来るストレス蓄積と不満の鬱積を原因とする自我表現の溢出であり、もっぱら飼主のしつけ・育成の失敗に由来するものである。このことは、日本におけるかつての「ハスキー犬ブーム」の際に、充分な飼育知識もなく安易に流行に迎合して怠慢な育成を行った結果、我儘（わがまま）に育った成犬をもてあまして飼育放棄・捨犬をする者が続出したり、怠慢な育成者とその環境に犬体自体が耐え切れず自分の回帰すべき集団とみなさなくなって、他にしかるべき生活の拠り所を求めて放浪（人間でいう家出）する個体が増加して大きな社会問題となり、広く認知されることとなった。

## 飼育上の留意点

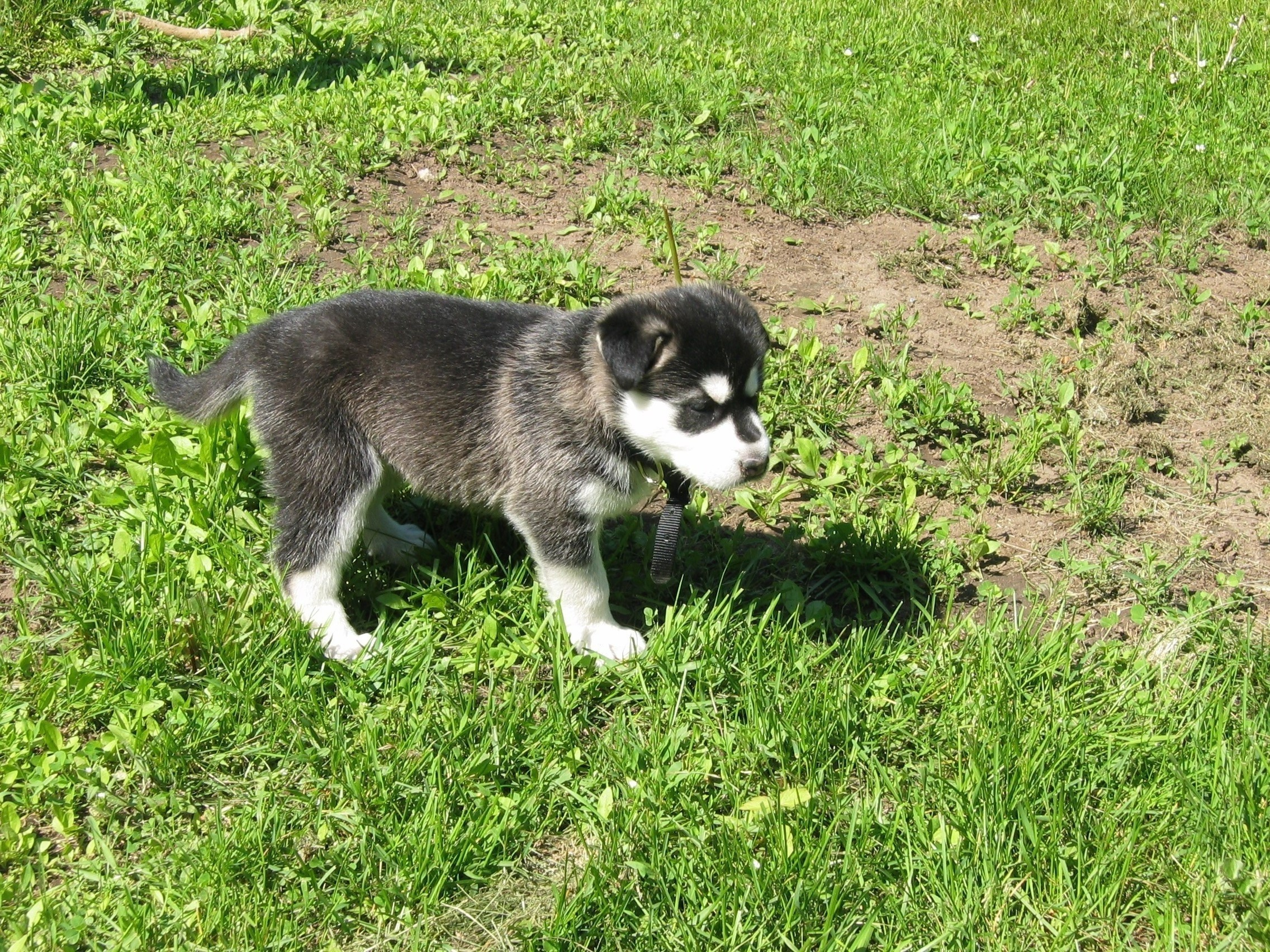
仔シベリアン・ハスキー（5週目）

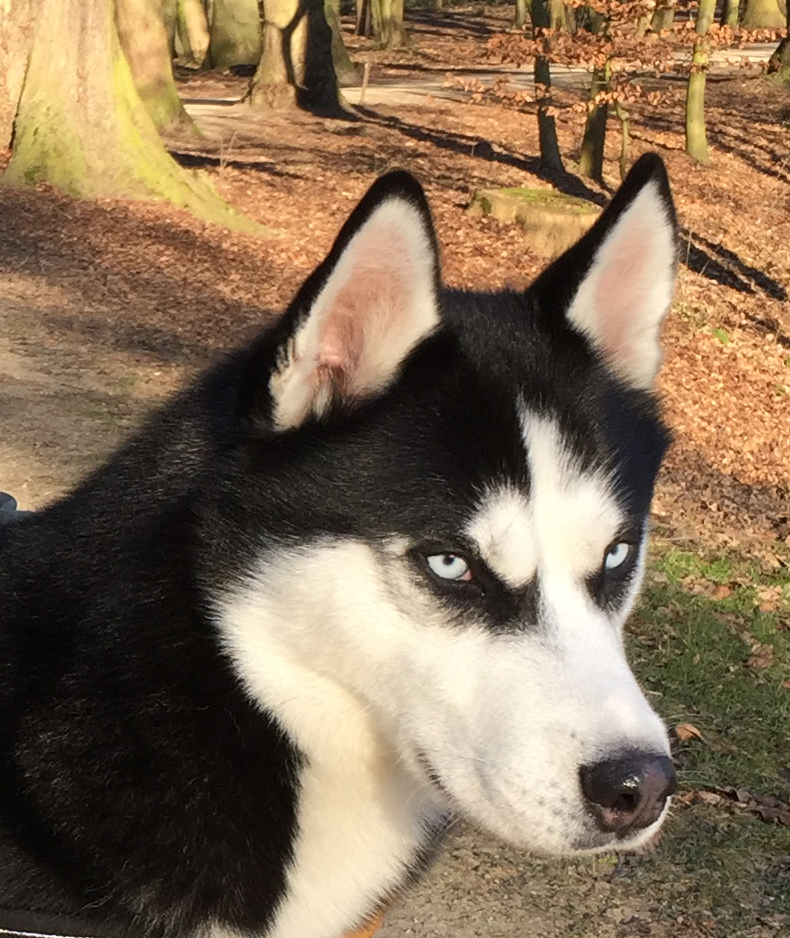
ライコ

- 仔犬の入手に当たっては獣医師など専門家の助言を求め、信頼できるブリーダー（繁殖元）の選定に努めることが望ましい。発情期の監視と精神的なケア・交尾相手の確保などに関する技術および時間のない環境にある飼主（ほとんどの飼主がこれにあたる）は、個体入手前後に去勢手術を施す方策をとるべきである。また、成長期の育成にあたって特に適切な「しつけ」を必要とする犬種であるため、生後1年半以上経過した個体を入手する場合には、入手前環境でどのように飼育されていたかを詳細に確認する必要がある。特に排泄のしつけなど基本的な生活規律については、忍耐強くかつ完全に習得させねばならない。
- 他犬種同様、誤った愛情からメリハリのあるしつけを怠ったり、常に犬体の要求どおりに餌を与えたり遊びに付合うといった甘やかした育成を行うと、勘違いを起こして自分がその集団（家庭）のリーダーであると自覚してしまい、そのまま成犬になった場合には、自分の意思に沿わない行動に対してやみくもに飼主に吠え付いたり、その家庭の幼児が自分の気に食わない行動をとると安易に噛み付いたり（あくまで仲間内の威嚇なのでじゃれ合いよりもやや強い程度の噛み付きなのだが、子供にとっては充分な脅威となる）するようになり、特に過大な外的ストレスの発生によって情緒不安定になった場合には大型犬であるだけに制御不能となるので充分注意が必要である。家族に小さい子供がいる家庭では、成長期にケージ（籠）内のみで飼育するのではなく、部屋内で育成して飼主がその家庭の長であることを充分認識させ、またケガのないよう注意深く子供に接しさせて早期に子供が家族の一員であることを認識させる必要がある。他に小動物などを飼育している場合についてもこれに準ずる。また家庭内順応の訓練のみでなく、成長期からなるべく外出運動を取り入れて外部環境に慣れさせ、付近に愛犬家が散歩に集う公園などがあれば注意しながら積極的に他犬と接触する機会を設けるのが望ましい。
- この犬種はかつてそり犬として重用されて来ただけあって、極寒地における長時間の激しい作業にも耐えうる体力・持久力を有する。特に成犬では相当な運動量が必要であり、基本的には朝夕各1時間以上の早足散歩・ジョギング・サイクリングなどに同伴させることが最低限の目安となる。しつけが行き届いてからは、広敷地の公園や河川敷などに、自動車乗車のしつけができているならたまに遠場の砂浜や高原地帯などに同伴して自由行動をさせると非常に喜ぶ。
- また当然ながら、その特性上必要とする豊富な運動量に比例してエネルギー消費や代謝が非常に活発であるため、摂食に際しては、高レベルのタンパク質と高品質脂肪の調和が取れた食事を必要とすることに留意する。逆に、飼育環境下の当犬種で肥満が見られる場合には、極度の運動不足による肉体・精神的ストレス両面において健康上非常に危険な状態にあり、早急な対処（摂食や運動をはじめとする生活習慣の改善および精神的ケア）を必要とする。
- 当犬種の運動不足によるストレス蓄積は他犬種のそれに比べて非常に大きいため、精神衛生上極めて好ましくなく、無駄吼えや情緒不安定はもちろん、しばしば異常脱毛・消化器官障害・神経障害・悪性新生物（ガン）発生の原因となるなどストレス性の諸疾病を誘発することがあるため充分な注意が必要である。
- ツンドラ気候が原産地の犬種だけあって、極寒に耐えるのに適した皮下脂肪と豊富な体毛を備えており寒冷地（北海道や東日本の山間部など）での飼育には非常に適しているが、熱帯〜亜熱帯地域や、夏季に猛暑となるCfa（日本の半分以上を占める）地域での飼育は体調管理上好ましくない。酷暑に対しては極めて脆弱で、夏季には犬舎を日陰など涼しい場所に配置して適宜犬舎に大き目の氷袋や保冷材を置いて冷房してやったり、あるいは室内冷房を行っている家庭で余裕がある場合には日中の猛暑時間帯に玄関内に置いてやったり、毎日の運動についても日の出直後の早朝や夕刻ないし街頭照明の整った地域では早めの夜間など、比較的冷涼な時間帯を選んでやるなどの配慮が必要である。猛暑下に適切な涼をとらせぬまま放置し続けると、これに耐え切れずに機会があると飼主のもとを捨て、少しでも過ごしやすい環境を求めて家出放浪する個体が散見されるので、充分な注意が必要である。また体質上、換毛期には膨大な脱毛を見せるので、毎日のブラッシングによる手入れやこまめなシャンプーを施すことにより脂漏症等の発生がないよう気を配る。
- 付近に仲間を認識できない孤独な状態に長時間放置されると、習性上仲間に呼びかけるために遠吠えする傾向があり、度がすぎると近所迷惑となる恐れがあるので、家族がくつろぐリビングルーム内が見える場所に犬舎を設けたり、過ごしやすい季節には窓を多く開放して家族の体臭や家庭臭が鼻元に届くようにしたり、定期的に好奇心を満たすに足る新しい玩具を与えるなど、孤独を感じさせないような配慮が必要である。遠吠えが聞こえる度に毎回すぐに相手をしに行ってやる行為は、吼えればすぐに仲間が来てくれると自覚させてしまうので、まったく逆効果であることに留意する。
- 当犬種は比較的疾病に罹患しづらい犬種ではあるが、股関節やヒザ関節を中心に骨格・関節系の疾患やケガ、角膜の栄養障害・白内障・緑内障などの眼球系疾患を好発する傾向がある。このため、肉体的健康管理にあたっては他犬種同様の感染症の予防接種を受けさせるだけでなく、検診時には触診のほか特に骨格系検診・眼科検診も受診させるように心がける。

## 事件・事故
2024年5月、アメリカのテネシー州東部ノックスビルで、飼い犬のシベリアン・ハスキーが、ベビーベッドで寝ていた生後6週の赤ちゃんを襲い死亡させている。飼い始めてから事件を起こすまでの8年間攻撃的になることはなかったという。